# Gestor de coleções

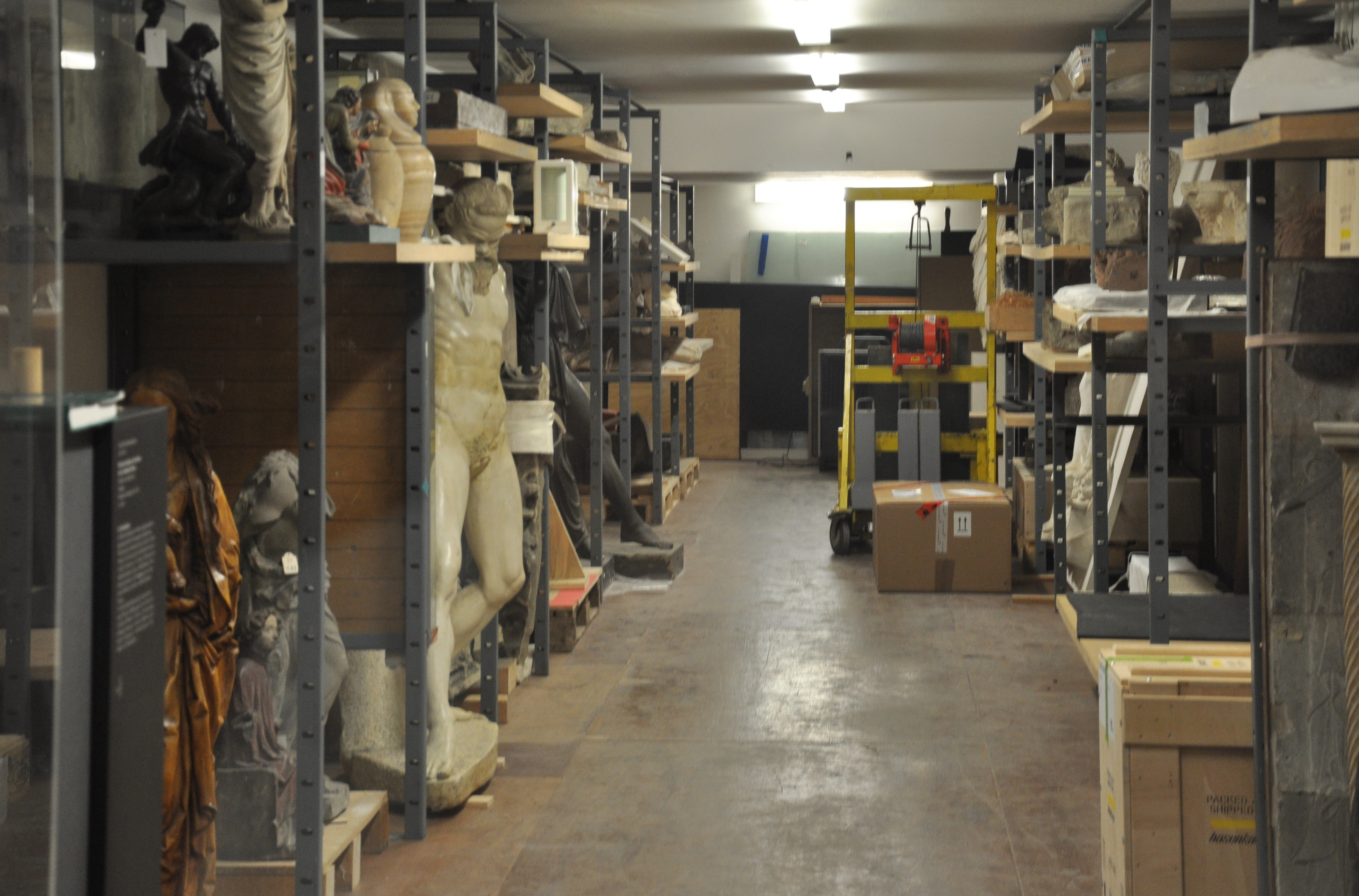
Imagem de uma coleção

Um gestor de coleções é um profissional especializado que garante o cuidado adequado e a preservação de objetos em instituições culturais, como museus, bibliotecas e arquivos. Os gerentes de coleção, junto com registradores, historiadores, curadores e conservadores, desempenham um papel importante no cuidado das coleções. Os gerentes de coleção e registradores são duas funções de coleção distintas que geralmente são combinadas em uma única dentro de instituições culturais de pequeno a médio porte. Os gerentes de coleção podem ser encontrados em grandes museus e aqueles com foco em História e história natural, cujas diversas coleções requerem avaliação experiente para classificar, catalogar e armazenar artefatos de maneira adequada. Um gerente de coleção pode supervisionar o gravador, arquivista, curador, fotógrafo ou outros profissionais de coleção e pode assumir as responsabilidades dessas funções em sua ausência dentro de uma organização.

## Especificidades de sua profissão
Os gestores de coleção são responsáveis pela preservação de longo prazo das coleções. Eles são supervisores do cuidado físico dos objetos e formam o componente prático de solução de problemas de uma equipe de coleções. Os gerentes de coleção trabalham em colaboração com os registradores, que são orientados para documentos e responsáveis pelo gerenciamento de risco da coleção. Os registradores mantêm relatórios de instalações, contratos e registros jurídicos associados a aquisições, estoque, empréstimos recebidos e efetuados, remessas e seguro. Eles devem manter-se atualizados com os regulamentos e procedimentos nacionais e internacionais ao trabalharem com agentes e despachantes alfandegários para adquirir garantias, autorizações alfandegárias, cobertura de seguro, indenização governamental e pedidos de imunidade de apreensão judicial.

## Responsabilidades e deveres

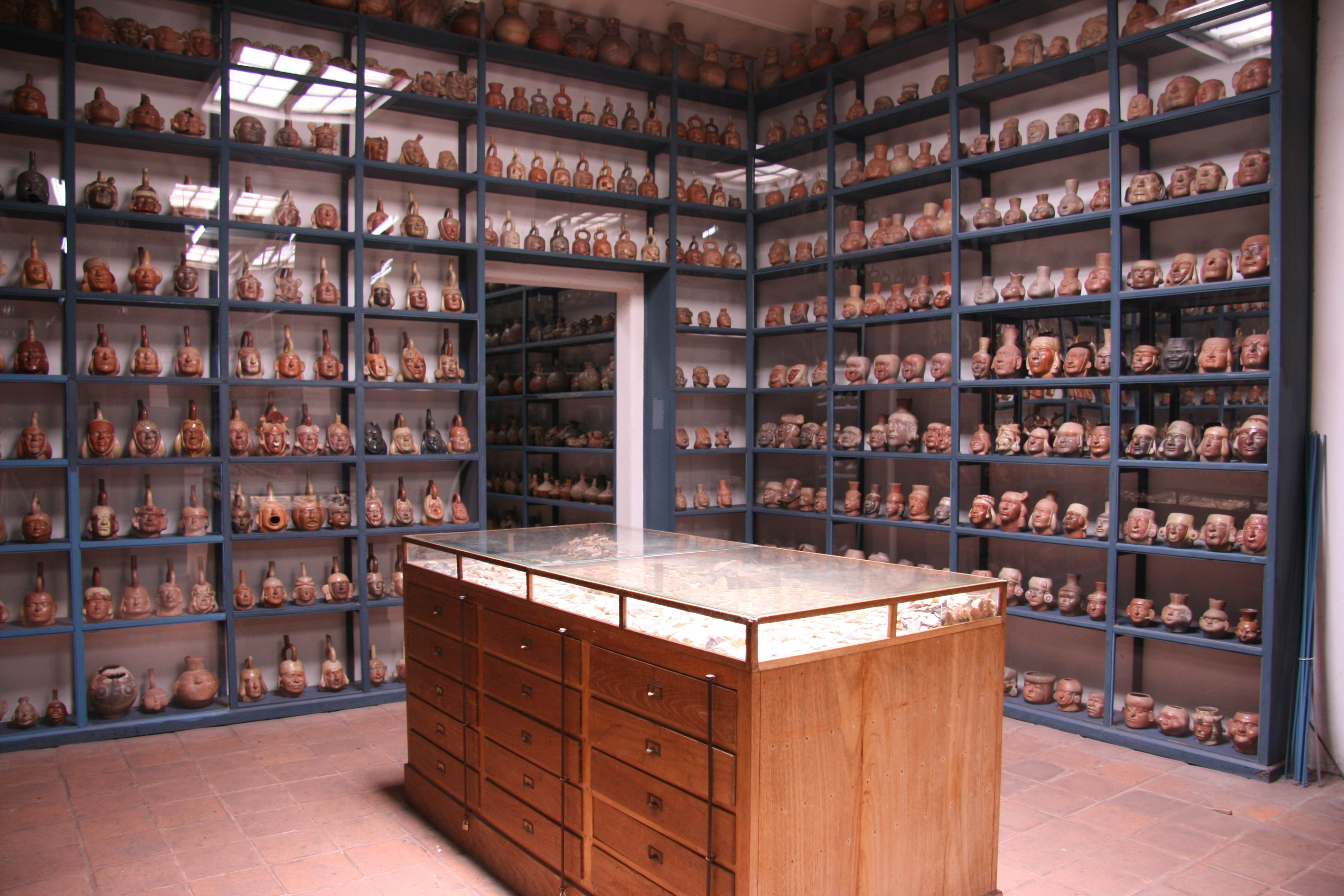
Armazenamento de cerâmica peruana no Museu Arqueológico Rafael Larco Herrera

Os gerentes de coleção trabalham em cooperação com curadores, registradores, conservadores, manipuladores de arte, fabricantes de exposições, fabricantes de montagens, gerentes de instalações, segurança e limpeza. Eles são responsáveis por estabelecer e manter altos padrões de cuidado com as coleções, desde a aquisição até a conservação e exibição. Dependendo da instituição - principalmente na diferença do trabalho do Estado para a iniciativa privada - os gerentes de cobrança podem ser encarregados de elaborar um orçamento departamental, fornecer projeções de despesas e, se necessário, levantar fundos na forma de angariar subsídios.
- Aquisição: durante a análise da aquisição, o gestor de coleção deve pesquisar o objeto, determinar sua adequação à coleção, garantir que haja recursos disponíveis para o seu cuidado e, na ausência de um registrador, estabelecer a proveniência do objeto. Uma vez adquirido, o gestor da coleção inicia o processo de adesão examinando cuidadosamente o objeto e classificando-o de acordo com as diretrizes específicas da instituição. Os termos de classificação são extraídos de um sistema ordenado de categorias e podem variar de uma instituição para outra. O objetivo da classificação é fornecer ordem dentro de uma coleção, agrupando objetos com características semelhantes, como forma, formato, material, função, uso ou contexto social.[11] O objeto recebe então um número de identificação único, vinculando-o a todos os registros relacionados. Em seguida, o objeto é cuidadosamente medido, fotografado e descrito em um relatório de condição detalhado.[12][13][14]
- Cuidados e manutenção com o objeto: o cuidado adequado das coleções, ou conservação preventiva, é fundamental para o bem-estar dos objetos, evitando e minimizando a deterioração e perda.[15] Os gerentes de coleção são responsáveis pelo manuseio adequado dos objetos e por instruir e supervisionar outros membros da equipe, pesquisadores, estagiários e voluntários sobre os procedimentos adequados. Eles monitoram a condição e o ambiente de objetos armazenados e em exibição, girando os objetos sensíveis para fora da exibição conforme necessário. Os gerentes de coleção limpam e estabilizam objetos, selecionam materiais de arquivo apropriados, preparam objetos para armazenamento e exibição e embalam e etiquetam objetos para empréstimo. Os gerentes de coleção também projetam e preparam montagens de exposição para objetos delicados em exposição e no armazenamento.[16] Em um esforço para melhor utilizar o espaço de armazenamento, os gerentes de coleção podem precisar realojar e realocar os objetos dentro e entre as instalações do museu enquanto rastreiam e documentam de perto todos os movimentos dos objetos. Estes cuidados são essenciais para que se evitem acidentes como o incêndio no Museu Nacional do Rio de Janeiro em 2018, o Incêndio da Catedral de Notre-Dame de Paris e o Incêndio na Universal Studios, onde muitos materiais e documentos de valores inestimáveis foram perdidos.[17][18][19]
- Inventário: a principal responsabilidade dos gerentes de coleção é realizar um inventário detalhado de todos os itens em sua coleção.[20] A depender da política de gestão de cobrança da instituição, um inventário completo pode ser feito a cada 5 a 10 anos, com inventários pontuais realizados anualmente.[21]
- Exposição: a pedido de curadores ou instituições de empréstimo, o gerente de coleção retira objetos do armazenamento e os examina para uma possível exposição ou consideração de empréstimo. Após um exame minucioso e comparação com relatórios de condição anteriores, uma determinação é feita em relação à condição atual do objeto, nível de fragilidade, exposição especial ou requisitos de transporte e necessidade de conservação. Uma vez que os objetos tenham sido liberados para exposição ou empréstimo, o gerente de coleção os limpa e estabiliza e garante sua segurança monitorando e auxiliando na instalação e desinstalação da exposição. Os gerentes de coleção também podem ser encarregados da interpretação e seleção de casos.[22]
- Gerenciamento de banco de dados: os gestores de coleção são responsáveis por documentar as informações do objeto no sistema de gerenciamento de banco de dados de sua instituição. A entrada e manutenção adequadas dessas informações são imperativas. De acordo com o National Park Service, "as informações dos registros do catálogo podem ser tão importantes quanto os próprios itens".[23] A quantidade mínima de informações inseridas no banco de dados deve ser número de catálogo, número de acesso, natureza da adesão (por exemplo, presente, compra), proveniência, nome do objeto, classificação, materiais, dimensões, condição e localização atual. As instituições utilizam as informações do catálogo para gerenciar suas coleções, facilitar as comunicações entre departamentos e disponibilizar as coleções aos pesquisadores e ao público.[24] O software de gerenciamento de coleção de museus é determinado pelo tamanho, tipo de coleção e orçamento da instituição.
- Controle ambiental: poeira, pragas, exposição à luz, mudanças de temperatura e umidade relativa podem afetar objetos adversamente. O gerente de coleta, em conjunto com o gerente de instalações, é responsável por monitorar os controles ambientais, estabelecer e manter um sistema integrado de manejo de pragas, coordenar a rotina de limpeza e garantir a segurança de todos os objetos do edifício.[25][26][27]
- Política de gerenciamento de coleção: os gerentes de coleção auxiliam na redação e atualização das políticas de atendimento à coleção. A coleção de uma instituição é seu maior patrimônio. Como tal, têm a obrigação legal, ética e fiduciária de zelar pela sua guarda.[28][29] "A política de gestão de coleções é uma declaração escrita detalhada que explica por que um museu está em operação e como ele conduz seus negócios."[30][31][32]

## Conhecimentos e habilidades

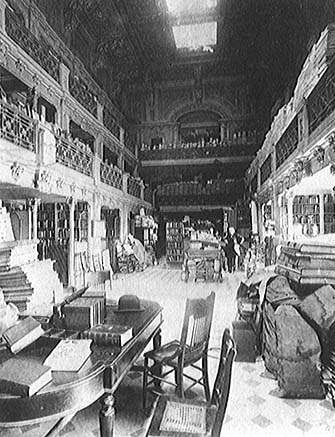
A Biblioteca do Congresso em 1890.

Existem habilidades e áreas de conhecimento específicas necessárias para os gerentes de coleção. Todos os gerentes de coleção devem ser qualificados no manuseio de objetos, capazes de identificar com precisão objetos, artefatos e espécimes dentro da coleção de sua instituição e ter conhecimento dos métodos e procedimentos de conservação preventiva. É essencial que os gerentes de coleção sejam educados sobre a organização, disposição e nomenclatura de objetos, artefatos e espécimes em seu campo de interesse.

## Educação
A maioria das instituições exige que os gerentes de coleção tenham um diploma de graduação em sua área de especialidade, como Arte, História ou Arqueologia. De acordo com o Bureau of Labor and Statistics, de 2012 a 2022 arquivistas, curadores e trabalhadores de museus "devem esperar uma competição muito forte por empregos", com uma taxa de crescimento projetada de apenas 11 por cento. Neste campo competitivo, é preferível um mestrado na área de enfoque da instituição, estudos de museu ou biblioteconomia e ciência da informação.
Estágios e trabalho voluntário em bibliotecas, museus e arquivos são a melhor maneira de adquirir experiência prática em gerenciamento de coleções. Seja paga ou não, a experiência com o manuseio de objetos, artefatos, processamento, catalogação, preservação, embalagem, armazenamento, inventário, fabricação e software de gerenciamento de coleção é essencial. Experiência ou treinamento em conservação são um bônus adicional, especialmente para pequenos museus com recursos limitados.